# Manuel Carrozza
Manuel Rino Carrozza (18 novembre 1980) è un ex sciatore alpino italiano.

## Biografia
Originario di Valtournenche e attivo in gare FIS dal dicembre del 1995, Carrozza esordì in Coppa Europa il 17 dicembre 1997 a Piancavallo in discesa libera (73º) e in Coppa del Mondo il 25 novembre 2000 a Lake Louise nella medesima specialità (55º). Nel massimo circuito internazionale ottenne il miglior piazzamento il 18 gennaio 2002 a Kitzbühel in supergigante (37º) e prese per l'ultima volta il via il 10 gennaio 2004 a Chamonix in discesa libera (61º); si ritirò durante la stagione 2004-2005 e la sua ultima gara fu il supergigante di Coppa Europa disputato il 15 febbraio a Sella Nevea, chiuso da Carrozza al 51º posto. Non prese parte a rassegne olimpiche o iridate.

## Palmarès

### Coppa Europa
- Miglior piazzamento in classifica generale: 99º nel 2002

#### Coppa Europa - gare a squadre
- 1 podio:
  - 1 terzo posto